# Johann Großwendt
Hans Großwendt (1879-1968) est un architecte et urbaniste allemand. Il fut actif principalement à Völklingen, Baesweiler et Freudenstadt.

## Biographie
Johann (Hans) Otto Theodor Großwendt voit le jour à Metz, en Lorraine annexée, le 3 mai 1879. Sa sœur Elisabeth Großwendt (1881-1960) naît deux ans plus tard. De 1906 à 1919, elle a travaillé comme fonctionnaire de l'inspection du travail de Colmar. Elisabeth Großwendt deviendra plus tard la première directrice des services de la ville de Karlsruhe, 
Après sa scolarité à Metz, Hans Großwendt poursuit ses études à la Königliche Technischen Hochschule Stuttgart et l´Université de Strasbourg. 
De 1904 à 1914 et de 1925 à 1938, il travaille en Sarre, à Völklingen, où il réalise environ 400 bâtiments, des maisons ouvrières pour les sidérurgistes, mais aussi des villas pour les cadres de la Völklinger Hütte. Financé par l’industriel Hermann Röchling (1872-1955), Hans Großwendt réalise de nombreux programmes, en s’inspirant du concept de Cité-jardin développé par Howard, pour l’urbanisme de Völklingen. 
Pendant la Première Guerre mondiale, il a été engagé de 1914 à 1918 dans l'armée prussienne en tant que lieutenant d.R. dans le IIe bataillon de pionniers 27. De 1918 à 1925 il travaille en Allemagne, à Baesweiler près d'Aix-la-Chapelle. En tant qu'architecte, Hans Großwendt a planifié et construit des bâtiments pour les ouvriers et les employés de la mine Carl-Alexander à Baesweiler.
Hans Großwendt Hans a pris sa retraite en 1939 et a déménagé à Freudenstadt en Bade-Wurtemberg. Il décéda le 24 janvier 1968 à Freudenstadt.

## Sources
- Caroline Armand : Auf den Spuren von Hans Großwendt: Eine künstlerische Auseinandersetzung mit dem Schaffen des Hüttenarchitekten Taschenbuch, Stekovics, mai 2008.
- Klaus Peschke : Ein Schatz in Baesweiler: Die Bergbausiedlungen des Architekten Hans Großwendt, Geschichtsverein Baesweiler e.V. Jahrbuch Nr. 7/2021 -22, 2021